# NGC 3029
NGC 3029 је спирална галаксија у сазвежђу Секстант која се налази на NGC листи објеката дубоког неба.
Деклинација објекта је - 8° 3' 4" а ректасцензија 9h 48m 53,8s. Привидна величина (магнитуда) објекта NGC 3029 износи 14,0 а фотографска магнитуда 14,7. Налази се на удаљености од 75,687 милиона парсека од Сунца. NGC 3029 је још познат и под ознакама MCG -1-25-47, A 0946-07, PGC 28206.